# بير أوزبيك
بير أوزبيك (بالسويدية: Pehr Osbeck)‏ هو عالم طبيعي، و مستكشف سويدي. ولد في كنيسة هالاندا، في فستريوتلاند. ودرس في أوبسالا مع كارولوس لينيوس.